# 대구광역시립대봉도서관
대구광역시립대봉도서관(大邱廣域市立大鳳圖書館, Daegu DaeBong Public Library)은 대한민국 대구광역시 중구 지역을 중심으로 시민들에게 다양한 자료와 정보 및 독서문화행사 등을 운영하는 공공기관이다.

## 연혁
- 1971년 5월 5일: 경상북도 학생도서관 개관(남구 대명5동 187번지)
- 1981년 7월 1일: 대구직할시학생도서관으로 개칭
- 1987년 6월 29일: 현 청사로 이전 개관
- 1995년 1월 1일: 대구광역시립대봉도서관으로 개칭
- 1999년 1월 1일: 대구학생체조체육관 설치 조례 폐지에 따라 관리, 운영권 인수
- 2002년 3월 8일: 디지털자료실 개설(본관 2층)
- 2003년 3월 15일: 대구광역시 평생학습관으로 지정
- 2006년 11월 28일: 대봉갤러리 개관